# 郝旭东
郝旭东，中华人民共和国政治人物、全国脱贫攻坚先进个人。

## 生平
郝旭东任广水市长岭镇泉水村驻村工作队第一书记兼村党支部书记，广水市农村财政管理局副局长。因在脱贫攻坚战中作出突出贡献，2021年2月25日全国脱贫攻坚总结表彰大会上，郝旭东被授予“全国脱贫攻坚先进个人”。